# Gabija Patera
La Gabija Patera è una struttura geologica della superficie di Io.